# Simón García Rodríguez
Simón García Rodríguez (25 de octubre de 1931, colonia Tacubaya, Ciudad de México) fue un político mexicano, diputado por el Partido Revolucionario Institucional, representante del distrito 10 del Distrito Federal. 

## Biografía
Formó parte de la XLIX legislatura del Congreso de la Unión de México en el periodo sexenal de 1973 a 1976, siendo presidente electo: Luis Echeverría Álvarez. Fue líder sindical de los trabajadores de la industria de la carne a nivel nacional, lo que le impulsó en su carrera política como diputado.
- Datos: Q6128894